# Siegfried (Roman)
Siegfried : eine schwarze Idylle (Originalausgabe: Siegfried : een zwarte idylle) ist ein Roman von Harry Mulisch. Er ist 2001 erschienen im Verlag „De Bezige Bij“ in den Niederlanden. Eine deutsche Übersetzung von Gregor Seferens erschien 2001 im Hanser Verlag. Das Thema des Buches ist Adolf Hitler als absolutes Nichts, in dem Versuch ihn zu begreifen.

## Handlung
1999. Der berühmte niederländische Schriftsteller Rudolf Herter (das Alter Ego von Harry Mulisch) ist wegen seines Buches „Die Erfindung der Liebe“ auf Einladung der niederländischen Botschaft in Wien. Nachdem er mit dem Flugzeug angekommen ist, gibt er noch am selben Abend ein Interview für das österreichische Fernsehen. Obwohl Herter denkt, dass er genau weiß, was er sagen will, nimmt das Gespräch doch eine unerwartete Wendung. Herter bekommt im Gespräch neue Ideen für ein Essay über Hitler – jemand, der ihn schon lange fasziniert. Er sagt, dass zwar über Hitler schon hunderttausende Studien angefertigt wurden, dass dieser aber dadurch nur noch unbegreiflicher geworden ist. 
Herter will einen anderen Ansatz wählen. Aber es gelingt ihm nicht, seine Ideen auszuarbeiten, bis am nächsten Tag nach einem Mittagessen mit dem Botschafter am Ende einer Lesung sich ihm ein älteres Ehepaar nähert. Sie haben ihn im Fernsehen gesehen und glauben, ihm bei seinem Plan helfen zu können. Herter spricht am folgenden Tag in ihrem Altenwohnheim in Wien mit ihnen. Nachdem Herter ihnen versprochen hat, nichts mit ihrer Geschichte zu tun, solange sie am Leben sind, erzählen sie ihm, dass sie die ehemaligen Bediensteten von Adolf Hitler und Eva Braun in Hitlers Alpenvilla Berghof waren. Herter ist davon überrascht, allerdings ist seine Überraschung noch größer, als ihm Ullrich und Julia Falk berichten, dass Hitler einen Sohn von Eva Braun hatte. Da Hitler seine Anhängerinnen unter den deutschen Frauen nicht verlieren wollte, wurde beschlossen, dass das Ehepaar Falk das Kind großziehen sollte. Nach seiner Geburt wurde das Kind anstatt Siegfried Hitler Siegfried Falk genannt. 
Als der Krieg zu Ende geht, wird Ullrich gezwungen, Siegfried zu ermorden. Nachdem sie gezwungenermaßen aus dem Berghof fortgegangen sind, arbeitet das Ehepaar Falk noch einige Zeit im Haushalt des „Reichskommissars für die Niederlande“ Arthur Seyß-Inquart, bevor sie nach Wien zurückkehren. 
Als Herter ihre Geschichte gehört hat, kehrt er hysterisch in sein Hotelzimmer zurück. Seine Assistentin Maria sorgt sich um ihn, aber das kümmert ihn nicht. Nachdem er seine philosophischen Ideen über Hitler auf sein Diktiergerät aufgenommen hat, stirbt er an einem Herzanfall. Die letzten Worte, die Maria beim Abhören des Gerätes hört, sind. Er...er...er ist hier. Dies waren auch die Worte, die Hitler gesagt hatte, als man ihn mitten in der Nacht panisch in seinem Zimmer angetroffen hatte.

## Herters Theorie
Die philosophischen Ideen, die Herter am Ende des Buches in einem Monolog ausspricht, sind der wichtigste Teil des Buches. Sie bilden die Theorie, die Herter nach dem aufgenommenen Interview erklären wollte. Die Theorie besteht zu einem großen Teil aus Verbindungen zwischen Nietzsche und Hitler. Einige wichtige Punkte sind:
- Nietzsches Verfall zum Wahnsinn entspricht Herter zufolge der Entwicklung von Hitlers Fötus.
- Sowohl Nietzsche als auch Hitler wurden 56 Jahre alt.
- Nietzsche lässt den Propheten Zarathustra in seinem Roman Also sprach Zarathustra viele schwierig zu interpretierende Aussagen deklamieren, von denen einige sicher als Vorhersagen des Zweiten Weltkriegs aufgefasst werden können.

## Auszeichnungen für den RomanSiegfried
- 2003: De Inktaap
- 2007: Prix Européen des Jeunes Lecteurs

## Ausgaben
- Erstausgabe: Siegfried : een zwarte idylle. Bezige Bij, Amsterdam 2001, ISBN 90-234-6215-7.
- Übersetzung: Siegfried : eine schwarze Idylle. Aus dem Niederländischen von Gregor Seferens. Hanser, München und Wien 2001, ISBN 3-446-20090-8.
- Taschenbuch: Siegfried : eine schwarze Idylle. Aus dem Niederländischen von Gregor Seferens. Rowohlt, Reinbek bei Hamburg 2003 (Taschenbuch), ISBN 3-499-23296-0.